# Sex Pistols (манга)
Sex Pistols' (яп. -セックスピストルズ) — манга, созданная Тарако Котобуки. В 2010 году выходит 2-серийная OVA. Даты выхода серий — 26 марта 2010 и 25 июня 2010 года.

## Сюжет
Норио — обыкновенный школьник, но после аварии вокруг него начинают происходить странные вещи. Раньше его никто не замечал, теперь учащиеся не дают ему прохода, да плюс ко всему парень начинает видеть окружающих в виде зверей. Оказывается люди произошли не только от обезьян, но и от других животных (собака, кот, медведь, дракон, змея). Так получилось, что Норио редкий вид таких людей называемых — мадараруй. И по ходу событий выясняется, что мадараруев не мало. К тому же мадараруи одного пола могут иметь детей. И теперь Норио надо привыкать к своему званию мадараруя.

## Главные герои
- Норио Цубурая — 16 лет. Редкий вид мадараруй — смесь обезьяны и кота — ретроград (мадараруй с характерными чертами обезьяны — редчайший из редких, премиум). Влюблён в Кунимасу и согласен выносить его ребёнка, но не может выдержать даже прелюдии, сразу превращается в мадараруя.
- Кунимаса Мадарамэ — учится в старшем классе, той же школы где учится Норио. Высшая порода кота, превращается в ягуара. Предлагает Норио выносить ему ребёнка. Гетеросексуал, но Норио заставил его относиться к себе серьёзно.
- Ёнэкуни Мадарамэ — старший брат Кунимасы. Терпеть не может мужчин. Пытается научить Норио скрывать свои «феромоны». Высшая форма мадараруя — крокодил. Хладнокровный (мама змея, папа дракон). Если окружающая температура ниже 30 градусов может умереть. Когда его температура понижается приходит к Сиро, но потом ничего об этом не помнит.
- Сиро Фудзивара — президент студенческого совета. Влюблён в Ёнэкуни. Все думают, что он обезьяна, но на самом деле он высшая форма собаки — волк. В детстве родители наложили на него заклинание из-за того, что он, возможно, последний волк в Японии и отдали на воспитание «обезьянам». Ёнэкуни, сам того не осознавая, снял с него заклинание.